# 云姓
云姓是一個中國人的姓氏，未在《百家姓》裡面。由於中國在20世紀實行了漢字簡化，姓同样写作云姓。

## 起源
1. 出自於妘姓。是黃帝的子孫顓頊的後代，以祖號為氏。根據《路史》所記載，顓頊的後裔祝融，是云姓的始祖。祝融在帝嚳時是當火正，也就是管理用火的官員。祝融之後受封在鄆羅地，號為妘子，後代的子孫便以國名為姓氏。之後妘氏便分支，於是決定去掉女字旁而改為云姓。
2. 出自於嬴姓。春秋時期有國，後被楚國所滅，子民以國名為氏「氏」，後去邑[註 2]為姓。[1]
3. 北魏孝文帝改革時，改牒氏為云氏。[2]
4. 由姓簡化而來。[3]

## 延伸阅读
[在维基数据编辑]
 《欽定古今圖書集成·明倫彙編·氏族典·云姓部》，出自陈梦雷《古今圖書集成》